# صنافير (قرية)
صنافير إحدى قرى مركز قليوب التابع لمحافظة القليوبية بجمهورية مصر العربية. بلغ عدد سكان صنافير 14,612 نسمة، حسب الإحصاء الرسمي لعام 2006.

## التاريخ
قرية صنافير من القرى القديمة، حيث وردت باسم «صنافير» في أعمال الشرقية ضمن قرى الروك الصلاحي التي أحصاها ابن مماتي في كتاب قوانين الدواوين، كما وردت في أعمال القليوبية ضمن قرى الروك الناصري التي أحصاها ابن الجيعان في كتاب «التحفة السنية بأسماء البلاد المصرية». وفي العصر العثماني ورد اسمها في التربيع العثماني الذي أجراه الوالي العثماني سليمان باشا الخادم في عصر السلطان العثماني سليمان القانوني ضمن قرى ولاية القليوبية، وفي تاريخ 1228هـ/1813م الذي عدّ قرى مصر بعد المسح الذي قام به محمد علي باشا باسم «صنافير» ضمن قرى مديرية القليوبية.